# Schizomitrium ciliatum
Schizomitrium ciliatum là một loài Rêu trong họ Hookeriaceae. Loài này được (Schimp.) F.D. Bowers mô tả khoa học đầu tiên năm 1985.